# 山岸真理
山岸 真理（やまぎし まり）は、東京都出身の日本の女優、タレント。

## 人物
- かなりの猫好きで８匹の保護猫達と暮らしている。SNSなどで猫グッツをコレクションしていると公言している。
- 高校在学中に都内でスカウトを受け、当初アイドルとしてデビューする。
- 「まりりん」や「にゃんこ姫」というあだ名で呼ばれることがある。

## 事件・騒動
2008年、週刊誌に第74代内閣総理大臣の竹下登の孫、DAIGOとの熱愛報道が大きく報じられた。
同報道によりDAIGOの女性ファンその他からバッシングや嫌がらせを受けブログやHPなどが一時閉鎖する。

## 主な出演

### テレビ番組
- 『志村流』 フジテレビ（2003年） - 病院のコントでナース役
- 『ビーナスエンジェル』 テレビ東京（2004年）ゲスト出演
- 『なりギャル.TV ～天使への階段～』 チバテレ・スカパー - レギュラー出演
- 『 ｢ぷっ｣すま・85分スペシャル』 テレビ朝日（2006年4月放送） - 「ギリギリ〇〇美女」コーナー・東京都 代表
- 『ジャンクスポーツ』 フジテレビ - 応援団（水着美女）役
- 『TCG情報局』 TOKYO MX - ゲスト出演

### ドラマ
- 『婿にいきたい』 東芝携帯機種全キャリア配信 （2005年10月～2006年4月）バナナマンの回 - ウェイトレス役
- 『美味学院』テレビ東京 - 女子学生 役
- 『正しい王子のつくり方』テレビ東京 - 主人公に助けられる女の子 役

### 映画
- 『まいっちんぐマチコ先生』　Let’s!臨海学校』 河崎実監督 （2003年） - テンコ 役
- 『パラ族～パラパラじゃないか!』 - クラバー 役
- 『パッチギ　LOVE＆PEACE』 - アイドル 役
- 『こわい童謡　表の章』『こわい童謡　裏の章』 - 工藤絵里 役（多部未華子 演じる主人公と同じ合唱部員）
- 『リアル鬼ごっこ』 柴田一成監督 （2008年2月2日公開） - 女子高生 役（波瑠 「佐藤さん」の お友達）
- 『窓辺のほんきーとんく』 - にゃんこ姫 役
- 『応天門の変』（2020年10月公開～2021年2月迄）柳沢慎吾 主演 - 茶屋の看板娘・清姫 役

### 舞台
- 『こんばんは　森推一です』　ダンカン脚本　東京芸術劇場 - ギャルよね 役
- 『戦国の夢追い人 熱き心で突っ走れ』全国ツアー　小林旭 主演、浅丘ルリ子・松方弘樹 出演 - 侍女 役（小林旭 演じる織田信長に仕える侍女）